# 558 Carmen
558 Carmen eller 1905 QB är en asteroid i huvudbältet, som upptäcktes 9 februari 1905 av den tyske astronomen Max Wolf i Heidelberg. Den har fått sitt namn efter huvudkaraktären i operan Carmen.
Asteroiden har en diameter på ungefär 54 kilometer.